# 克爾賈利水庫

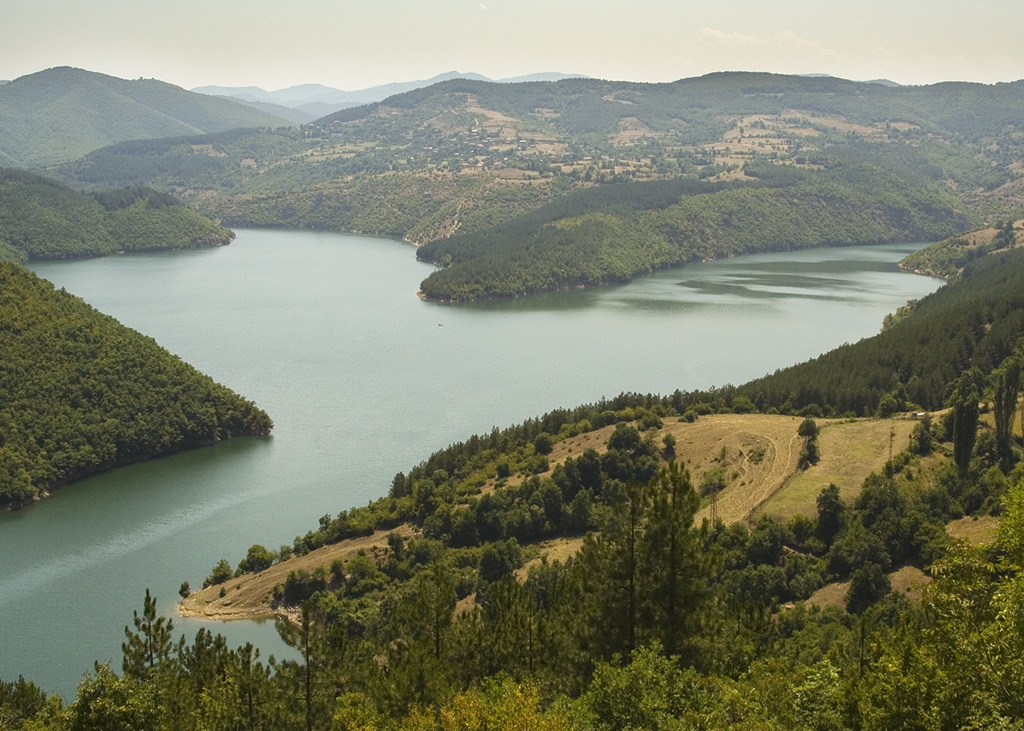

克爾賈利水庫是保加利亞的水庫，毗鄰克爾賈利，由克爾賈利州負責管轄，長20公里、寬1.3公里，蓄水量5億立方米，該水庫主要用作水力發電。
41°39′23″N 25°17′23″E / 41.65639°N 25.28972°E